# 2019년 세계 피겨스케이팅 선수권 대회
2019년 세계 피겨 스케이팅 선수권 대회는 국제 빙상 경기 연맹(ISU) 주관으로 3월 20일에서 24일까지 일본 사이타마 사이타마 슈퍼 아레나에서 열릴 국제 피겨 스케이팅 대회이다. 남자 싱글, 여자 싱글, 페어, 아이스댄싱 등 네 종목이 진행된다.